# Даная (лек крайцер, 1918)
Даная (на английски: HMS Danae (D44)) е британски лек крайцер на от едноименния тип (известен също и като тип „D“) състоящ на въоръжение в Британския Кралски флот и ВМС на Полша, по време на Втората световна война. Главен кораб на своя тип.

## История на службата

### Ранни години
„Даная“ като главен кораб на крайцерите от едноименния тип е заложен на 11 декември 1916 г. на стапела на корабостроителницата на Armstrong Whitworth в Уолкър, квартал на Нюкасъл ъпон Тайн. Към този момент крайцера се смята за един от най-бързоходните в света: двете парни турбини Brown-Curtis дават мощност до 40 хил. конски сили, с пара от 6 котли и 2 винта и му позволяват да развива скорост до 29 възела. С 1060 тона гориво в цистерните си „Даная“ преодолява 1480 морски мили при скорост 29 възела и 6700 мили при скорост 10 възела. Крайцерът е добре защитен: бордовете и командната палуба се защитават от 76 mm слой броня, отделението за гориво и каютите с 57 mm слой, основната палуба от 25 mm слой, защитата на носа и кърмата варира от 38 до 50 mm.
В състава на 5-та ескадра леки крайцери от Харвич, „Даная“ участва в патрулирането на райони на Северно море в края на Първата световна война, по-късно в Балтика оказва помощ на Бялото движение в Русия по време на Гражданската война (съвместно с другите крайцери от същия тип „Драгън“ и „Донтлес“. През февруари 1920 г. крайцера е преведен в 1-ва ескадра леки крайцери в Атлантика.

### Околосветско пътешествие
През 1923 г. крайцерът е включен в ескадрата с особено предназначение на КВМС, използвана за пропагандни цели. В тази флотилия влизат линейните крайцери „Худ“ и „Репалс“, крайцерите „Делфи“, „Драгън“, „Донтлес“ и „Дънедин“, а също и 9 кораба от други класове (предимно разрушители). Ескадрата напуска Девънпорт на 27 ноември и се насочва към Фрийтаун (Сиера Леоне). Следващите точки от маршрута стават Кейптаун, Порт Елизабет, Източен Лондон и Дърбан, където ескадрата пристига на 31 декември. На 1 януари корабите се насочват в Занзибар, откуда плават по маршрута Тринкомале – Сингапур – Албани (Австралия) – Аделаида – Мелбърн – Хоубарт – Сидни – Уелингтън. В Нова Зеландия корабите пристигат през май, откъдето на 16 май нанасят кратка визита на Фиджи (Сува и Самара) и след това се насочват по маршрута Хонолулу – Виктория – Ванкувър – Сан Франциско. На 11 юли ескадрата се разделя на две части: леките крайцери през Панамския канал отплават за Великобритания, а другите кораби отплават към пристанища в Южна Америка.
От 1927 по 1929 г. „Даная“ носи служба като кораб за съпровождане в 1-ва ескадра крайцери. След това се насочва във Великобритания за ремонт и модернизация, които продължават до 1930 г. След ремонта влиза в състава на 8-ма ескадра крайцери, базирана в Западните Индии. През 1935 г., в навечерието на японо-китайската война, крайцерът съпровожда няколко конвоя с евакуиращи се граждани на Великобритания от Шанхай в Хонконг и е подложен на обстрел от страна на Японския флот.

### Втора световна война
След този инцидент „Даная“ се връща във Великобритания и е консервиран. През юли 1939 г., когато става ясно, че Втората световна война вече е неизбежна, корабът е върнат в състава на КВМС на Великобритания и влиза в 9-та ескадра крайцери, командирована за операции в Южния Атлантик и Индийския океан. На 23 март 1940 г. крайцерът влиза в състава на Малайските сили и започва да действа в различни патрулни операции близо до Сингапур и Холандска Ост-Индия. На 20 януари той влиза в състава на китайските сили и започва да охранява конвои в Жълто море, а също и търговските пътища между Холандска Ост-Индия и Цейлон при поддръжката на корабите „Дърбан“, „Донтлес“, „Канбера“ и „Корнуол“. На 24 февруари „Даная“ пристига в Джакарта, откъдето се насочва в Коломбо и Кейптаун, където започва ремонта си.
През юли 1943 г. кораба се връща в строй, а през март 1944 г. пристига във Великобритания, влизайки в състава на 1-ва ескадра крайцери. По време на нахлуването в Нормандия кораба участва в огневата поддръжка на сухопътните сили на союзниците съвместно с корабите „Рамилиес“, „Уорспайт“, „Маурициус“, „Фробишър“, „Аретуза“ и „Драгън“, а също 10 разрушители. През юли ескадрата пристига в зоната на градовете Порт ан Бесан и Уистрем, връщайки се вдва през август в Британия.
След като „Драгън“, който се води по това време в състава на ВМС на Полша в изгнание, потъва, „Даная“ е предаден на полския флот и екипажът на крайцера е попълнен с оцелелите моряци от „Драгън“. За командир на кораба е назначен Станислав Дзинисевич, който го насочва за ремонт в Саутхемптън, а след това на докове „Чатхъм“. В хода на ремонта се разглежда вариант за преименуването на „Даная“ във „Вилно“ или „Лвов“, но тези градове вече принадлежат на СССР, и британците се опасяват от възникване на конфликтна ситуация със СССР. Корабът получава неутралното име „Конрад“ в чест на Джоузеф Конрад, английски писател от полски произход.
На 23 януари 1945 г. корабът се връща в строй, през февруари вече е в базата Скапа Флоу на Оркнейските острови, а на 2 април 1945 г. влиза в състава на 10-та ескадра крайцери (там са крайцерите „Бирмингам“, „Белона“, „Диадем“ и „Дидо“). Само след седмица корабът отново е в ремонт, поради повреда в турбина. На 30 май 1945 г. крайцера напуска дока, зачислен в 29-та флотилия разрушители („Зодиак“, „Зефир“ и „Зест“). „Конрад“ се насочва във Вилхелмсхафен в базата на кригсмарине, която е превзета вече от 1-ва танкова дивизия на Армия Людова.
До края на 1945 г. крайцера служи като транспортен съд на Червения Кръст, оказвайки помощ на пострадалите от нацистката окупация в Норвегия и Дания. През януари 1946 г. корабът се връща във Великобритания за съпровождане на три полски кораба: „Блискавица“, „Перун“ и „Гарланд“. На 8 март 1946 г. корабите официално напускат британския флот. На 28 септември 1946 г. „Конрад“ си връща предишното име „Даная“, и крайцера се връща в състава на КВМС на Великобритания. На 22 януари 1948 г. корабът е продаден на компанията T.W.Ward и на 27 март 1948 г. е разкомплектован на стапелите на корабостроителницата „Vickers Armstrong“.